# Carica tunariensis
Carica tunariensis är en tvåhjärtbladig växtart som först beskrevs av O. Kuntze, och fick sitt nu gällande namn av K. Schum. Carica tunariensis ingår i släktet Carica och familjen Caricaceae. Inga underarter finns listade i Catalogue of Life.